# Grippia
Grippia longirostris es un género de ictiosaurios que existió en el periodo Triásico Inferior y se alimentaba de peces u otros animales.
Es un extinto grupo de reptiles semejantes a los actuales delfines. Se han hallado fósiles a lo largo de las costas de  Groenlandia, China, Japón y Canadá. Eran ictiosaurios pequeños: 1 a 1,5 m de longitud.  El fósil de Svalbard corresponde al espécimen SVT 203 siendo originalmente asignado a Grippia longirostris  pero actualmente está en Helveticosaurus.